# Hospital San Martín
El Hospital San Martín es un centro asistencial de mediana complejidad de la ciudad de Quillota en la Región de Valparaíso, Chile, dependiente del Servicio de Salud Viña del Mar-Quillota.

## Historia
El primer antecedente del hospital es el hospicio para enfermos de bajos recursos que tenía María del Carmen Benavides, y que a su muerte en 1849, pasó a cargo del sacerdote José Martín González. Como el sacerdote no pudo continuar financiando esta obra, motivó a una reunión de vecinos en 1856, que decidieron organizarse ante la necesidad de contar con un hospital para Quillota, y recaudar erogaciones voluntarias para cumplir ese propósito.
El 7 de mayo de 1857 fue colocada la primera piedra del establecimiento, y fue inaugurado el 11 de marzo de 1860. El hospital quedó a cargo de la Sociedad de Beneficencia de Quillota y bajo administración de la Congregación de Hermanas Hospitalarias de San José, y su primer paciente hospitalizado data de 29 de junio de 1860.
El terremoto de 1906 dejó con graves daños el inmueble hospitalario, por lo que se construyeron galpones para atender a la población. El edificio, de adobe y madera, fue reconstruido de manera paulatina, gracias a recursos locales, pero no pudo recuperar su amplia estructura anterior. En vista a esta situación, el médico Alejandro Vásquez, y el alcalde Vasco Valdebenito gestionaron en 1942 ante el Congreso Nacional la destinación de recursos para la construcción de un nuevo hospital.
Gracias a una ley promulgada por el presidente Juan Antonio Ríos comenzó la construcción del nuevo edificio del hospital, ubicado a una cuadra del antiguo recinto, y que se llevó a cabo entre 1944 y 1947. Estuvo desocupado por falta de implementación durante tres años, hasta que en mayo de 1951 el edificio entró en funcionamiento con una capacidad de 100 camas y una dotación de 10 médicos.
Con la construcción del Hospital Biprovincial Quillota Petorca, el edificio del Hospital San Martín quedará desocupado por el traslado de sus unidades una vez puesto en marcha el nuevo hospital, en 2022. Para ocupar el edificio, la Municipalidad de Quillota solicitó al Servicio de Salud Viña del Mar-Quillota que le traspase el edificio para la creación de un centro integral del adulto mayor, con diversos servicios de atención en el ámbitos sanitario, social y cultural.